# 845 هـ
845 هـ هي سنة في التقويم الهجري امتدت مقابلةً في التقويم الميلادي بين سنتي 1441 و1442.

## مواليد
- عز الدين بن الحسين

## وفيات
- ابن الصائغ (خطاط)
- ابن زاغو التلمساني
- داود المعتضد بالله